# Браян Ов'єдо
Браян Ов'єдо (ісп. Bryan Oviedo, нар. 18 лютого 1990, Сан-Хосе) — костариканський футболіст, захисник клубу «Реал Солт-Лейк» і національної збірної Коста-Рики.

## Клубна кар'єра
Народився 18 лютого 1990 року в місті Сан-Хосе. Вихованець футбольної школи клубу «Сапрісса». Дорослу футбольну кар'єру розпочав 2008 року в основній команді того ж клубу, в якій провів два сезони, взявши участь у 13 матчах чемпіонату.
Згодом з 2010 по 2012 рік грав у Данії у складі команд клубів «Копенгаген» та «Норшелланн» (на правах оренди).
31 серпня 2012 року став гравцем англійського «Евертона», тим не менш за 4,5 року у клубі з Ліверпуля так і не став основним гравцем, зігравши лише 50 матчів у Прем'єр-лізі.
30 січня 2017 року Ов'єдо разом з одноклубником Дарроном Гібсоном приєдналися до «Сандерленда», де їх хотів бачити колишній тренер «ірисок» Девід Моєс, що був знайомий з можливостями гравців. Браян підписав контракт на 3,5 роки, проте вже влітку того ж року клуб вилетів з Прем'єр-ліги. Костариканець продовжив виступати за «чорних котів» ставши беззаперечно основним гравцем і зігравши у 34 матчах Чемпіоншипу, тим не менш він не зумів врятувати команду від останнього місця і вильоту у третій за рівнем дивізіон Англії. Станом на 30 травня 2018 року відіграв за клуб з Сандерленда 44 матчі в національному чемпіонаті.

## Виступи за збірні
У 2009 році залучався до складу молодіжної збірної Коста-Рики до 20 років. У її складі став переможцем Молодіжного чемпіонату КОНКАКАФ, а також зіграв на молодіжному чемпіонаті світу в Єгипті.
26 січня 2010 року дебютував в офіційних матчах у складі національної збірної Коста-Рики у товариській зустрічі проти збірної Аргентини. Наступного року у складі збірної був учасником розіграшу Золотого кубка КОНКАКАФ 2011 року у США, на якому зіграв у двох матчах.
Згодом у складі збірної був учасником Кубка Америки 2016 року у США, Золотого кубка КОНКАКАФ 2017 року у США та чемпіонату світу 2018 року у Росії.
Наразі провів у формі головної команди країни 79 матчів, забивши 2 голи.

## Титули і досягнення
- Чемпіон КОНКАКАФ (U-20): 2009
- Володар Кубка Данії (2):

«Норшелланн»: 2010-11
«Копенгаген»: 2011-12
- Чемпіон Данії (2):

«Копенгаген»: 2009-10, 2021-22